# Monterey Peninsula Country Club
De Monterey Peninsula Country Club is een countryclub in Pebble Beach, op het schiereiland van Monterey in de Amerikaanse staat Californië. De club werd opgericht in 1925 en beschikt over twee 18-holes- golfbanen.
De twee 18 holesbanen hebben een eigen naam: de "Dunes"- en de "Shores"-baan. De "Dunes"-baan heeft een par van 72 en is de oudste baan van de club. Het baan werd opgericht in 1925 en ontworpen door de golfbaanarchitecten Seth Raynor, Rees Jones en Charles Banks. De "Shorses"-baan heeft een par van 71 en wordt momenteel gebruikt als een oefenterrein voor de clubleden en de bezoekers. Het baan werd opgericht in 1960 en ontworpen door de golfbaanarchitect Mike Strantz.

## Golftoernooien
Voor het golftoernooi bij de heren gebruikt de club de "Dunes"-baan en de lengte van de baan is 6083 m met een par van 72. De course rating is 72,1 en de slope rating is 131.
- Bing Crosby/AT&T Pebble Beach National Pro-Am: 1947-1966, 1977, 2010-heden